# لینده هایدرولیکس
لینده هایدرولیکس (انگلیسی: Linde Hydraulics) شرکت ماشین‌آلات آلمانی است، که در سال ۱۹۰۴ تأسیس شد.